# Chrastince
Chrastince és un poble i municipi d'Eslovàquia. Es troba a la regió de Banská Bystrica.

## Història
La primera menció escrita de la vila es remunta al 1244.

## Demografia
| Godina             | 1994 | 2004   | 2014   | 2024    |
| ------------------ | ---- | ------ | ------ | ------- |
| Nombre de persones | 233  | 241    | 243    | 201     |
| Diferència         |      | +3,43% | +0,82% | −17,28% |

| Godina             | 2023 | 2024  |
| ------------------ | ---- | ----- |
| Nombre de persones | 200  | 201   |
| Diferència         |      | +0,5% |